# Buket Meudang Ara
Buket Meudang Ara is een bestuurslaag in het regentschap Langsa van de provincie Atjeh, Indonesië. Buket Meudang Ara telt 361 inwoners (volkstelling 2010).